# Diócesis de St Asaph
La Diócesis de St Asaph es una diócesis de la Iglesia en Gales, en el noreste de Gales, que lleva el nombre de Saint Asaph, su segundo obispo.
La diócesis cubre los condados de Conwy, Flintshire y Wrexham, la parte oriental de Merioneth en Gwynedd y parte del norte de Powys. La sede episcopal se encuentra en la catedral de St Asaph en la ciudad de St Asaph en Denbighshire, al norte de Gales.
La residencia del obispo es Esgobty, en St Asaph. El obispo actual es Gregory Cameron, quien fue elegido el 5 de enero y consagrado el 4 de abril de 2009. Se convirtió en Obispo de San Asaf en sucesión de John Davies, quien fue consagrado en octubre de 1999 y se retiró en 2008.

## Fundación
Esta diócesis fue supuestamente fundada por San Kentigern (Cyndeyrn) a mediados del siglo VI, aunque esto es poco probable. La fecha que se da a menudo es 583. Exiliado de su sede en Escocia, se dice que Kentigern fundó un monasterio llamado Llanelwy, que es el nombre galés de St Asaph, en la confluencia de los ríos Clwyd y Elwy en el norte de Gales, donde después de su regreso a Escocia, fue sucedido por Asaf, quien fue consagrado obispo de Llanelwy. La Diócesis de Llanelwy originalmente coincidió en gran medida con el reino de Powys, junto con la parte del reino de Gwynedd conocida como Gwynedd Is Conwy, pero perdió mucho territorio primero por la invasión de Mercia marcada por el dique de Watt y nuevamente por la construcción del dique de Offa, después de 798. No se sabe nada de la historia de la diócesis durante el período perturbado que siguió. Algunos historiadores dudan de la existencia de la diócesis per se antes del período normando, y la lista de obispos y el hecho de que la diócesis de Bangor, en el reino de Gwynedd, tenía grandes extensiones de tierra allí tiende a confirmar esto.

## Edad Media
El Libro de Domesday da detalles escasos de algunas iglesias, pero guarda silencio en cuanto a la catedral. A principios del siglo XII, la influencia normanda se impuso y en 1143 Teobaldo, Arzobispo de Canterbury, consagró a Gilbert como Obispo de St Asaph, pero la posición de sus sucesores fue muy difícil y uno de ellos, Godfrey, fue expulsado por la pobreza y la hostilidad de los galeses. Un recuento realizado a mediados del siglo XIII muestra la existencia de ocho decanatos rurales, setenta y nueve iglesias y diecinueve capillas. Para 1291, los decanatos se habían duplicado en número y había casas cistercienses en Basingwerk, Aberconwy, Strata Marcella y Valle Crucis, y un convento cisterciense, la abadía de Llanllugan. La catedral, que había sido quemada en las guerras, fue reconstruida y terminada en 1295. Dedicada a San Asaf, era una estructura y maciza de plan simple, y fue nuevamente destruida durante la Guerra de las Rosas. Cuando fue restaurado por el obispo Redman, el palacio no fue reconstruido y, por lo tanto, los obispos continuaron siendo no residentes, a pesar del hecho de que en la Edad Media el obispo tenía cinco residencias episcopales, cuatro de las cuales estaban enajenadas bajo Eduardo VI de Inglaterra. Redman fue abad de Shap Abbey y visitante de los cánones premonstratenses, y pasó la mayor parte de su tiempo visitando sus monasterios o su diócesis; era diligente en sus deberes y no sentía la necesidad de residir en la ciudad. A finales del siglo XV hubo un gran renacimiento del edificio de la iglesia, como lo demuestran las iglesias de esa fecha que aun existen en la diócesis. Los santuarios principales en la diócesis fueron la Fuente de Santa Winifreda, San Garmon en Yale, San Derfel Gadarn en Edeirnion, Santa Melangell en Pennant y la Santa Cruz en Strata Marcella. Todos estos fueron demolidos en la Reforma. En ese momento la diócesis contenía un archidieconismo, dieciséis decanatos y ciento veintiuna parroquias.
Los nombres y la sucesión de los obispos después de San Kentigern y San Asaf no se conoce claramente hasta 1143. El último obispo en comunión con Roma fue Thomas Goldwell, quien accedió en 1555 y estaba en proceso de ser trasladado a Oxford cuando la reina María I de Inglaterra murió e Isabel I de Inglaterra subió al trono. Goldwell huyó al continente y murió en Roma el 13 de abril de 1585, el último miembro sobreviviente de la jerarquía anterior a la Reforma. La sede continuó formando parte de la Iglesia de Inglaterra hasta que la Iglesia fue desestablecida en Gales en 1920, desde entonces ha sido parte de la Iglesia anglicana en Gales.

## Obispos de St Asaph

### Obispos antes de la reforma
| Obispos de St Asaph | Obispos de St Asaph | Obispos de St Asaph         | Obispos de St Asaph |
| Desde               | Hasta               | Titular                     | Notas |
| ------------------- | ------------------- | --------------------------- | --- |
| siglo VI            | siglo VI            | Kentigern (San Mungo)       | Obispo de Glasgow desde 540, fundó la diócesis como episcopus Elvensis, Elguensis, Elveiisis, Lanelwensis                                                            |
| siglo VI            | siglo VI            | Asaf (San Asaf)             | |
| c. 600              | c. 600              | Tysilio                     | |
| c. 800              | c. 800              | Renchidus                   | |
| c. 928              | c. 928              | Cebur                       | |
| c. 1070             | c. 1070             | Melanus                     | |
| 1143                | c. 1151             | Gilbert                     | Sufragánea de Canterbury |
| c. 1152             | 1154                | Geoffrey de Monmouth        | |
| 1154                | 1155                | Richard                     | Muerto en el cargo |
| c. 1160             | 1165                | Godfrey                     | Abad de Abingdon-on-Thames en 1165, destituido de su cargo en 1175.                                                                                                  |
| 1175                | 1181                | Adam the Welshman           | Canon de Pershore |
| 1183                | c. 1186             | John I                      | |
| 1186                | c. 1224             | Reiner                      | |
| 1225                | c. 1233             | Abraham                     | |
| 1235                | c. 1241             | Hugh                        | Monje de los Friars |
| 1242                | 1247                | Hywel ab Ednyfed            | Howel ap Ednevet |
| 1247                | 1249                | vacante                     | |
| 1249                | 1266                | Einion I                    | Anian |
| 1267                | 1268                | John II                     | |
| 1268                | 1293                | Einion II                   | Anian de Schonau, prior de Rhudland |
| 1293                | 1314                | Llywelyn de Bromfield       | Leolinus de Bromfield |
| 1315                | c. 1352             | Dafydd ap Bleddyn           | David ap Blethin |
| 1352                | 1357                | John Trevor (I)             | John Trevaur |
| 1357                | 1375                | Llywelyn ap Madog           | Leolinus ap Madoc ap Elis |
| 1376                | 1382                | William Spridlington        | William de Spridlington |
| 1382                | 1389                | Lawrence Child              | Monje de Battle Abbey |
| 1390                | 1394                | Alexander Bache             | Alexander Bach |
| 1395                | 1402                | John Trevor (II)            | Prebendario de Hereford; Privado, posiblemente reinstalado siguiendo a David II como no declarado vacante antes de su muerte en 1410                                 |
| 1402                | c. 1408             | David II                    | |
| 1411                | c. 1433             | Robert Lancaster            | Robert de Lancaster |
| 1433                | 1444                | John Low                    | John Lobbe; fraile eremita; trasladado a Rochester |
| 1444                | 1449                | Reginald Pecock             | Reginald Peacock; trasladado a Chichester |
| 1450                | 1463                | Thomas Bird                 | Thomas Knight; privado por rebelión; temporalidades de la diócesis al rey, el obispo de Rochester, Robert Caunton y John Stanley antes del perdón de Thomas en 1471. |
| 1471                | 1495                | Richard Redman              | Trasladado a Exeter |
| c. 1495             | 1500                | Michael Deacon              | Michael Dyacon; confesor del rey |
| 1500                | 1503                | Dafydd ab Ieuan ab Iorwerth | David ap Yeworth; abad de Valle Crucis |
| c. 1503             | c. 1513             | Dafydd ab Owain             | David ap Owen; abad de Aberconwy |
| 1513                | 1518                | Edmund Birkhead             | Edmund Brokehed |
| 1518                | 1535                | Henry Standish              | |

### Durante la Reforma
| Obispos de St Asaph | Obispos de St Asaph | Obispos de St Asaph | Obispos de St Asaph                                                       |
| Desde               | Hasta               | Incumbent           | Notas                                                                     |
| ------------------- | ------------------- | ------------------- | ------------------------------------------------------------------------- |
| c. 1535             | 1536                | William Barlow      | Prior de Haverfordwest. Trasladado a St David's, Bath & Wells, Chichester |
| 1536                | 1554                | Robert Parfew       | Robert Warton; abad de St. Savior's Bermondsey; trasladado a Hereford     |
| 1556                | c. 1559             | Thomas Goldwell CR  | Fue al exilio                                                             |

### Post-Reforma

#### Obispos de laIglesia de Inglaterra
| obispos de St Asaph | obispos de St Asaph | obispos de St Asaph   | obispos de St Asaph                                                                                      |
| Desde               | Hasta               | Incumbent             | Notas |
| ------------------- | ------------------- | --------------------- | --- |
| 1560                | 1561                | Richard Davies        | Trasladado a St David's                                                                                  |
| 1561                | 1573                | Thomas Davies         | |
| 1573                | 1600                | William Hughes        | |
| 1601                | 1604                | William Morgan        | Traductor de la Biblia al galés. Trasladado desde Llandaff                                               |
| 1604                | 1623                | Richard Parry         | Dean de Bangor                                                                                           |
| 1624                | 1629                | John Hanmer           | Prebendado de Worcester                                                                                  |
| 1629                | 1651                | 'John Owen            | Muerto en el cargo                                                                                       |
| 1651                | 1660                | vacante               | Durante 9 años                                                                                           |
| 1660                | 1666                | George Griffith       | |
| 1667                | 1670                | Henry Glemham         | Deán de Bristol                                                                                          |
| 1670                | 1680                | Isaac Barrow          | Trasladado desde Sodor & Man                                                                             |
| 1680                | 1692                | William Lloyd         | Deán de Bangor; Trasladado a Lichfield & Coventry y Worcester                                            |
| 1692                | 1703                | Edward Jones          | Trasladado desde Cloyne, Irlanda                                                                         |
| 1703                | 1704                | George Hooper         | Deán de Canterbury; Trasladado a Bath & Wells                                                            |
| 1704                | 1708                | William Beveridge     | Archidiacono de Colchester                                                                               |
| 1708                | 1714                | William Fleetwood     | Canon de Windsor; Trasladado a Ely                                                                       |
| 1714                | 1727                | John Wynne            | Director del Jesus College, Oxford; Trasladado a Bath & Wells                                            |
| 1727                | 1731                | Francis Hare          | Deán de Worcester y de St Paul's en Londres; Trasladado a Chichester                                     |
| 1732                | 1735                | Thomas Tanner         | Canon de Christ Church, Oxford                                                                           |
| 1736                | 1743                | Isaac Maddox          | Deán de Wells; Trasladado a Worcester                                                                    |
| 1743                | 1744                | John Thomas           | Deán de Peterborough; elegido en noviembre pero trasladado a Lincoln en enero después de su consagración |
| 1744                | 1748                | Samuel Lisle          | Archidiacono de Canterbury; Trasladado a Norwich                                                         |
| 1748                | 1761                | Robert Hay Drummond   | Prebendado de Westminster; Trasladado a Salisbury                                                        |
| 1761                | 1769                | Richard Newcome       | Trasladado desde Llandaff                                                                                |
| 1769                | 1788                | Jonathan Shipley      | Trasladado desde Llandaff                                                                                |
| 1789                | 1790                | Samuel Hallifax       | Samuel Halifax; Trasladado desde Gloucester                                                              |
| 1790                | 1802                | Lewis Bagot           | Trasladado desde Norwich                                                                                 |
| 1802                | 1806                | Samuel Horsley        | Trasladado desde Rochester                                                                               |
| 1806                | 1815                | William Cleaver       | Trasladado desde Bangor                                                                                  |
| 1815                | 1830                | John Luxmoore         | Trasladado desde Hereford                                                                                |
| 1830                | 1846                | William Carey         | Trasladado desde Exeter                                                                                  |
| 1846                | 1870                | Thomas Vowler Short   | Trasladado desde Sodor & Man                                                                             |
| 1870                | 1889                | Joshua Hughes         | Vicario de Llandovery                                                                                    |
| 1889                | 1920                | Alfred George Edwards | Church in Wales es establecida en 1920                                                                   |

#### Obispos de laIglesia en Gales
| Obispos de St Asaph | Obispos de St Asaph | Obispos de St Asaph   | Obispos de St Asaph                   |
| Desde               | Hasta               | Incumbent             | Notas                                 |
| ------------------- | ------------------- | --------------------- | ------------------------------------- |
| 1920                | 1934                | Alfred George Edwards | Primer Arzobispo de Gales (1920–1934) |
| 1934                | 1950                | William Havard        |                                       |
| 1950                | 1971                | David Bartlett        |                                       |
| 1971                | 1981                | Harold Charles        |                                       |
| 1981                | 1999                | Alwyn Rice Jones      | Arzobispo de Gales (1991–1999)        |
| 1999                | 2008                | John Davies           |                                       |
| 2009                | en el cargo         | Gregory Cameron       |                                       |
| Source(s):          |                     |                       |                                       |